# Distretto di Kadamžaj
Il distretto di Kadamžaj (in kirghiso Кадамжай району?, Kadamjay rayonu) è un distretto (raion) del Kirghizistan con  capoluogo Pul'gon.

## Risorse
Si stima che all'interno del distretto sia presente il secondo più grande giacimento di mercurio-antimonio del mondo.

In virtù di questo sono ivi presenti tra le più grandi industrie del paese, dedite alla lavorazione dei sopracitati minerali.

## Idrografia
Il distretto di Kadamžaj è attraversato dal fiume Ak-Su e ospita all'interno del suo territorio il lago Jiydelik.

## Città importanti
- Kadamžaj
- Khaidarkan
- Kyzyl-Kyja